# (37946) 1998 HH20
1998 HH20 (asteroide 37946) é um asteroide da cintura principal. Possui uma excentricidade de 0.12552280 e uma inclinação de 14.87440º.
Este asteroide foi descoberto no dia 20 de abril de 1998 por LINEAR em Socorro.